# Szlak Świerklaniecki

Szlak Świerklaniecki – niebieski znakowany szlak turystyczny w województwie śląskim.

## Charakterystyka
Szlak prowadzi z Grodźca przez Świerklaniec do Miasteczka Śląskiego. Znaczna część szlaku przechodzi przez tereny leśne. Szlak przebiega w pobliżu zbiorników wodnych Rogoźnik, Kozłowa Góra oraz Chechło-Nakło, a także przez Park Świerklaniecki.

## Przebieg szlaku
- Grodziec
- Strzyżowice
- Rogoźnik
- Wymysłów
- Kozłowa Góra
- Park Świerklaniecki
- Świerklaniec
- Jezioro Nakło-Chechło
- Miasteczko Śląskie